# Nummer ohne Anruf
Die Nummer ohne Anruf (Eigenschreibweise: NoA) ist die Telefonnummer +49-157-53024990, welche im deutschen Mobilfunknetz von dem Verein NoA e.V. betrieben wird. Sie soll Menschen helfen, die nach ihrer Telefonnummer gefragt werden, diese aber nicht preisgeben/herausgeben möchten.

## Prinzip
Die Person, die ihre Telefonnummer nicht preisgeben möchte, nennt anstatt der eigenen Telefonnummer die Nummer ohne Anruf. Wird die Nummer ohne Anruf angerufen, erfolgt die Ansage, dass die Person zurzeit nicht erreichbar ist. Auf eine Textnachricht per SMS oder mit verschiedenen Messenger-Apps erfolgt eine automatische, aber freundliche Antwort, dass unter dieser Nummer nicht die gewünschte Person erreicht werden kann und sie diese Nummer genannt hat, weil sie sich unwohl fühlte, die echte Nummer zu nennen. Die Antwort versucht auch Hilfestellung zu geben und bietet einen Link auf die Website von NoA mit Tipps, wie solche Situationen in Zukunft vermieden werden können und der Austausch von Telefonnummern für alle Beteiligten angenehm gestaltet werden kann.

## Verein
Seit 2023 wird die Nummer ohne Anruf von dem gemeinnützigen Verein NoA e.V. betrieben. Der Verein gewährleistet nicht nur den Betrieb des telefonischen Angebots, er informiert auch über Social Media und auf Veranstaltungen über das Angebot und verwandte Themen und gestaltet Bildungsangebote.

## Hintergrund und Zielsetzung
Die NoA-Initiative, aus der später der Verein entstand, wurde ins Leben gerufen, um Menschen in unangenehmen Situationen zu unterstützen. Der Verein NoA e.V. setzt sich aktiv für die Reduzierung von grenzüberschreitendem Verhalten im Alltag ein, stärkt die Selbstbestimmtheit der Betroffenen und fördert ein Bewusstsein für persönliche Grenzen. Dabei richtet sich das Angebot ganz bewusst an alle Beteiligten grenzüberschreitender Situationen: Die betroffenen Personen, die Personen, die die Grenzen anderer absichtlich oder unabsichtlich überschreiten und auch unbeteiligte Anwesende, die helfend eingreifen könnten.